# Anathallis imbricata
Anathallis imbricata es una especie de orquídea epífita originaria de Brasil donde se encuentra en la mata atlántica.

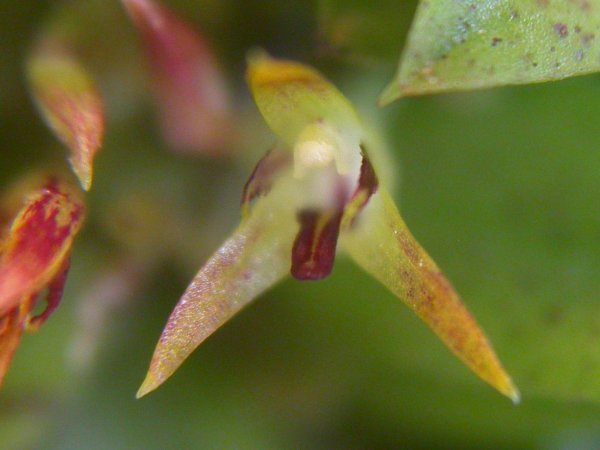
Detalle de la flor

## Taxonomía
Anathallis imbricata fue descrito por (Barb.Rodr.) F.Barros & F.Pinheiro y publicado en Bradea, Boletim do Herbarium Bradeanum 8(48): 329. 2002.
Sinonimia
- Lepanthes imbricata (Barb.Rodr.) Barb.Rodr.
- Pleurothallis imbricata Barb.Rodr.
- Specklinia imbricata (Barb.Rodr.) Luer[2][4][5]